# Linia kolejowa Bristol – Exeter

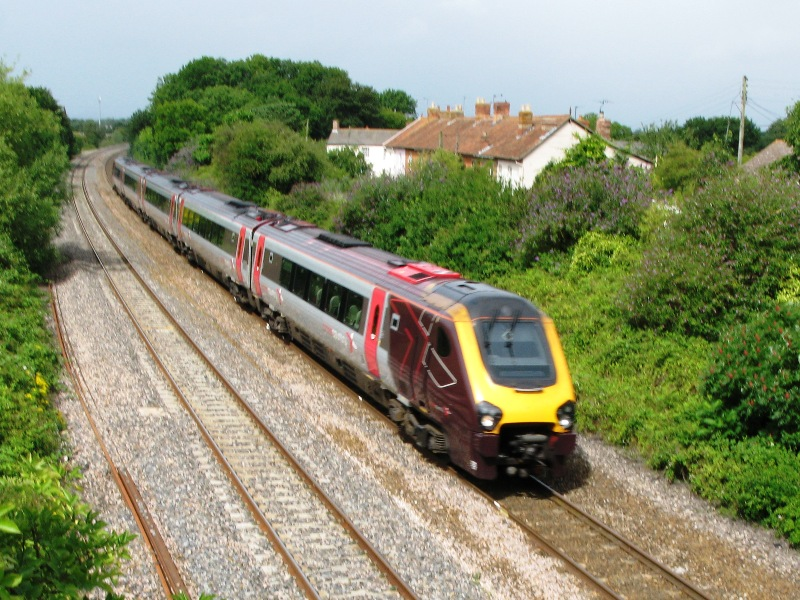
Kolej między Bristolem a Exeterem

Linia Bristol – Exeter (ang. Bristol–Exeter Line) – część linii Londyn–Penzance, główna gałąź Great Western Main Line. Rozpoczyna się na węzłowej stacji Bristol Temple Meads a kończy na stacji Exeter St Davids, gdzie biegnie dalej jako linia kolejowa Exeter - Plymouth a następnie Cornish Main Line. Przebiega przez hrabstwa Somerset i Devon. Linia nie jest zelektryfikowana, rozstaw torów na całej długości wynosi 1435 mm.

## Historia
Linia została wybudowana przez spółkę Bristol and Exeter Railway, głównym inżynierem był Isambard Kingdom Brunel. Odcinek z Bristolu do Bridgwater został otwarty 14 czerwca 1841, odcinek do Taunton - w 1842. Początkowo ruch odbywał się trakcją szerokotorową 2 140 mm, następnie istniały dwa rodzaje torów aż do roku 1892. W czasie reform kolei brytyjskiej, tzw. Beeching Axe na linii zlikwidowano dwadzieścia stacji oraz boczną linię z Burnham-on-Sea Somerset & Dorset Joint Railway do Bath i Bournemouth i dwie linie boczne ze stacji w Yatton Cheddar Valley Railway i Clevedon Branch Line.

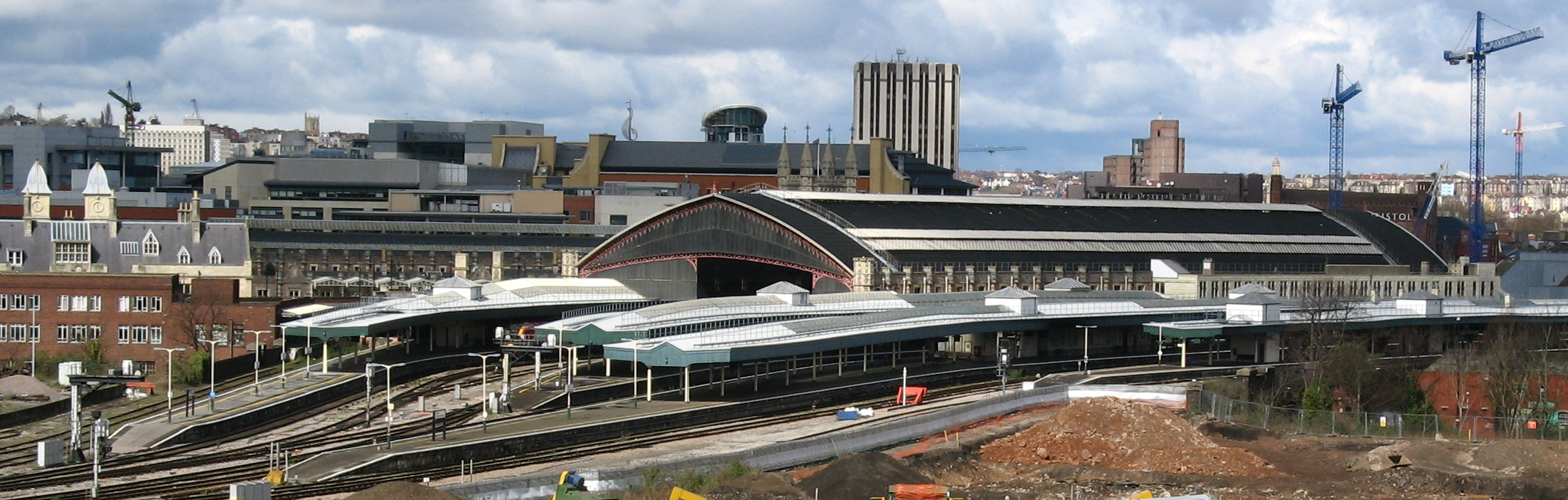
Panorama stacji Bristol Temple Meads

## Przebieg
Po opuszczeniu Bristolu linia przebiega przez jego południowo-zachodnie przedmieścia, przecinając rzekę Avon, niedaleko Clifton Suspension Bridge. Następnie trasa prowadzi zachodnim brzegiem Quantock Hills. W Worle linia rozgałęzia się na obwodnicę i jednotorową linię obsługującą Weston-super-Mare. Po lewej stronie charakterystyczne wzgórze Brent Knoll. Następnie linia wkracza na równinę Somerset Levels i przecina centrum administracyjne dystryktu Sedgemoor - Bridgwater. Od stacji Highbridge i Burnham linia odbija na południe, tracąc kontakt z Kanałem Bristolskim i zatoką Bridgwater Bay. Do Taunton biegnie wzdłuż południowej granicy Quantock Hills. W Taunton zbiega się z inną odnogą linii. Następnie trasa prowadzi zachodnim brzegiem Blackdown Hills do samego Exeteru równolegle do autostrady M5.

## Stacje na linii
- Bristol Temple Meads
- Bedminster
- Parson Street
- Nailsea and Backwell
- Yatton
- Worle
- Weston Milton
- Weston-super-Mare
- Highbridge i Burnham
- Bridgwater

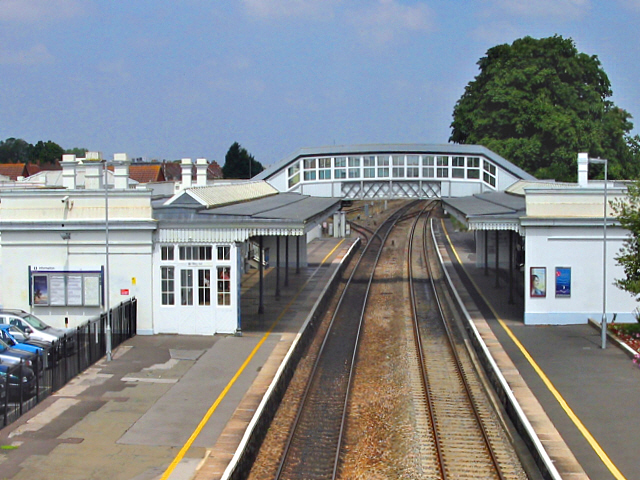
Stacja w Bridgwater

- Taunton – połączenie z linią Reading - Plymouth

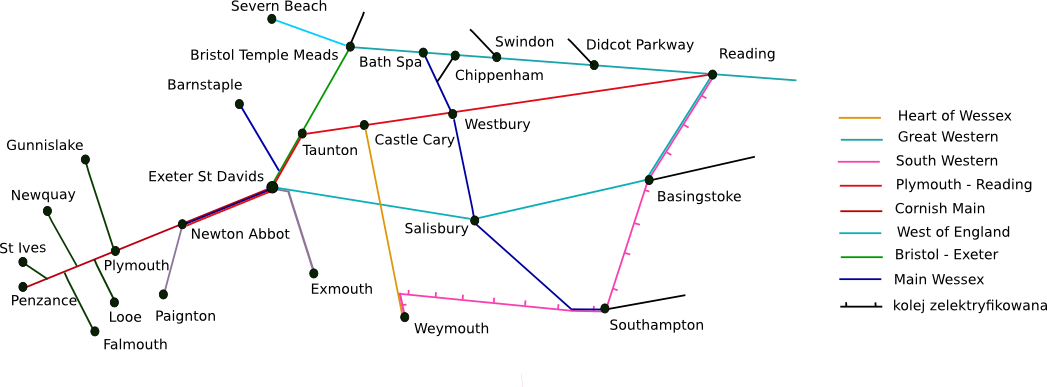
Mapa linii kolejowych w południowej Anglii

- Tiverton Parkway
- Exeter St Davids

## Przewozy pasażerskie
Linia obsługiwana jest przez spółki First Great Western i CrossCountry, do 2007 r. przez Virgin Trains. Obsługuje 16 pociągów osobowych dziennie oraz cogodzinne kursy pociągów pośpiesznych. Pociągi pośpieszne nie zatrzymują się między Taunton a Bristolem.